# Anna Strokowska
Anna Strokowska – polska dialektolog, dr hab., profesor nadzwyczajny Katedry Dialektologii Polskiej Wydziału Filologicznego Uniwersytetu Łódzkiego.

## Życiorys
Obroniła pracę doktorską, następnie uzyskała stopień doktora habilitowanego. Była zatrudniona na stanowisku profesora nadzwyczajnego w Katedrze  Dialektologii Polskiej na Wydziale Filologicznym Uniwersytetu Łódzkiego.